# L'ira di Achille
L’ira di Achile é um filme italiano de 1962, do gênero épico de espada e sandália e  drama, dirigido por Marino Girolami, roteiro de Gino de Santis baseado no poema épico Ilíada, de Homero, e banda sonora de Carlo Savina.

## Sinopse
Guerra de Troia, são decorridos dez anos. Heitor e Aquiles, os maiores guerreiros, não se defrontam. Temem o que os oráculos lhes predizem. Heitor, se cair, Troia perecerá. Aquiles, se matar Heitor, marcará seu próprio destino.

## Elenco
- Gordon Mitchell ……. Aquiles
- Jacques Bergerac ……. Heitor
- Cristina Gajoni  ....... Xenia
- Gloria Milland ....... Briseida
- Piero Lulli ....... Odisseu (Ulisses)
- Roberto Risso ....... Paris
- Mario Petri ....... Agamenón
- Eleonora Bianchi ....... Criselda
- Emilio Spalla ....... Nestor
- Fosco Giachetti ....... Príamo
- Nando Tamberlani ....... Criseo
- Ennio Girolami ....... Patroclo